# Széchenyihegy vasútállomás
Széchenyihegy állomás a Gyermekvasút kezdőpontja; tengerszint feletti magassága 465 méter, amivel ez a legmagasabban fekvő állomás.
Itt tárolták a járműveket a hűvösvölgyi vontatási telep 1951-es elkészültéig, amelyeket a Fogaskerekű vasúton, pőrekocsikon szállítottak fel. (Mellette a két tárolóvágányt már 1949-ben meg kellett hosszabbítani.)
Az első motorszín a két tárolóvágánnyal ma is áll, szükség esetén kocsik tárolására használják. Két szolgálati helyen dolgoznak a gyermekvasutasok: a forgalmi irodában és a motorszínnel szemben elhelyezkedő váltókezelő központban, a Toronyban.
Az utasok és a kirándulók kényelmét szolgálja az állomáson üzemidő alatt nyitva tartó korszerű és tiszta mosdóhelyiség. A váróteremben a kandalló tetejét szárnyaskerék díszíti. A pénztárablakok fölött egy állomási jelenetet ábrázoló korabeli mozaik kép látható.
Az állomás mellett áll a 60 méter magas TV adótorony és a 192 méter magas antenna.

## Megközelítés tömegközlekedéssel
Az állomástól kb. 200 méterre található a 60-as villamos (eredeti nevén: Fogaskerekű vasút) végállomása, amellyel a Rege parkot átszelő rövid Golfpálya utca köti össze.
(Az utca neve utalás az állomás helyén 1911-1948 között működött egykori golfpályára; az egykori sportlétesítmény szabadon maradt területe ma az adótorony körüli Apáca-rét.)

## Galéria

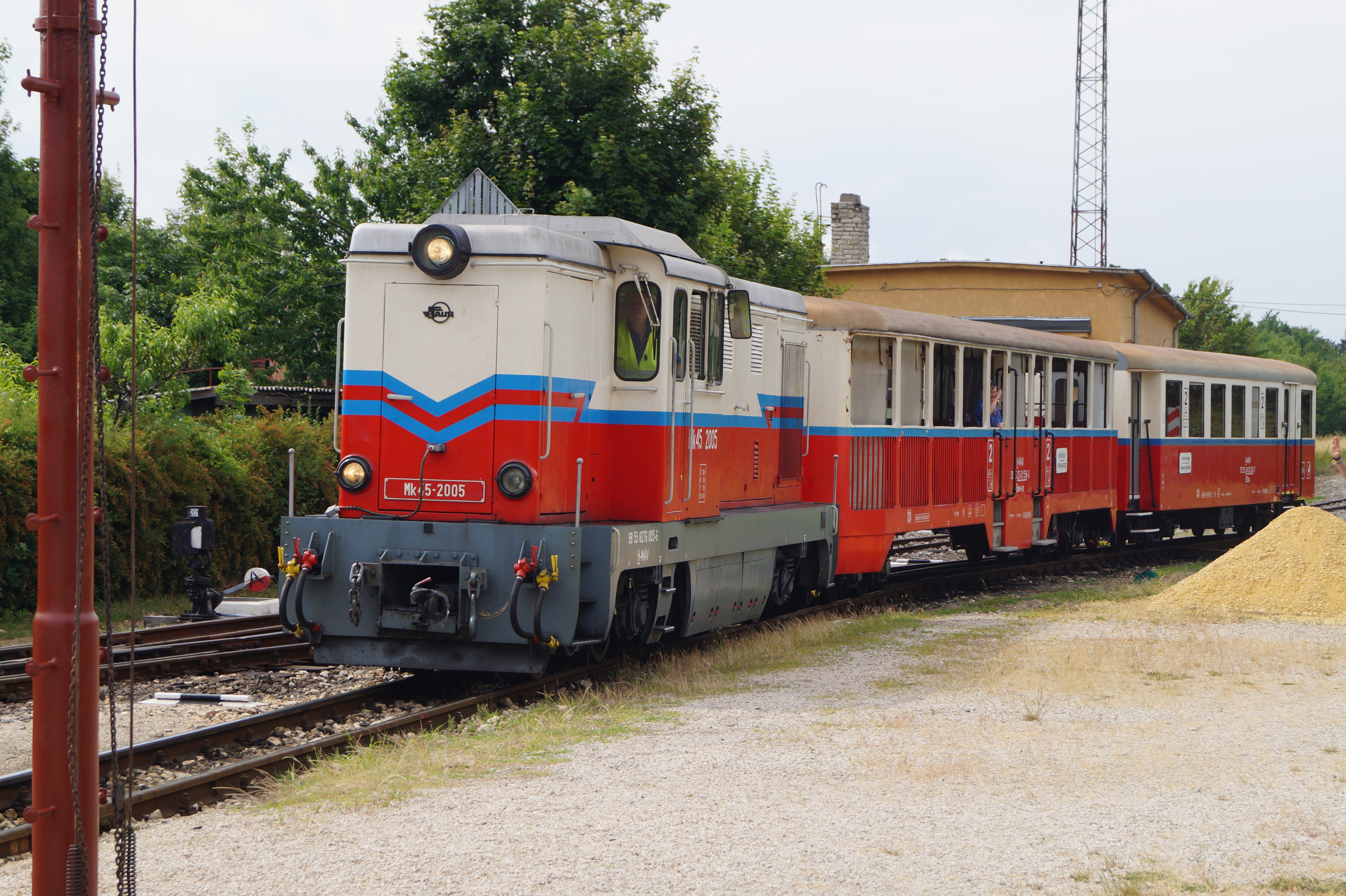
Személyvonat érkezik az állomásra
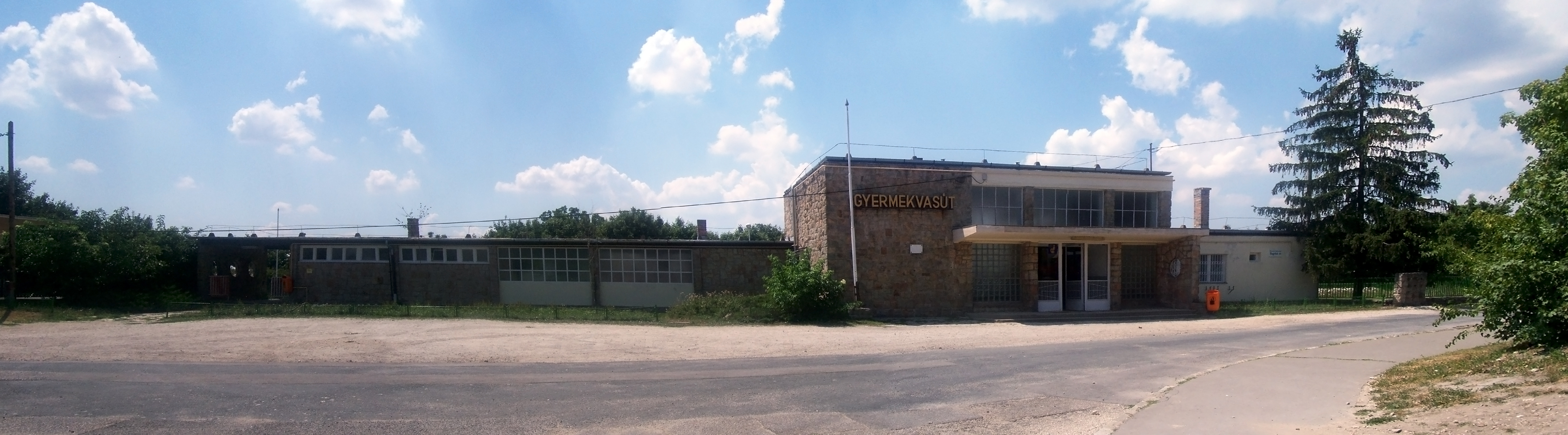
Az állomás épülete a Hegyhát út felől
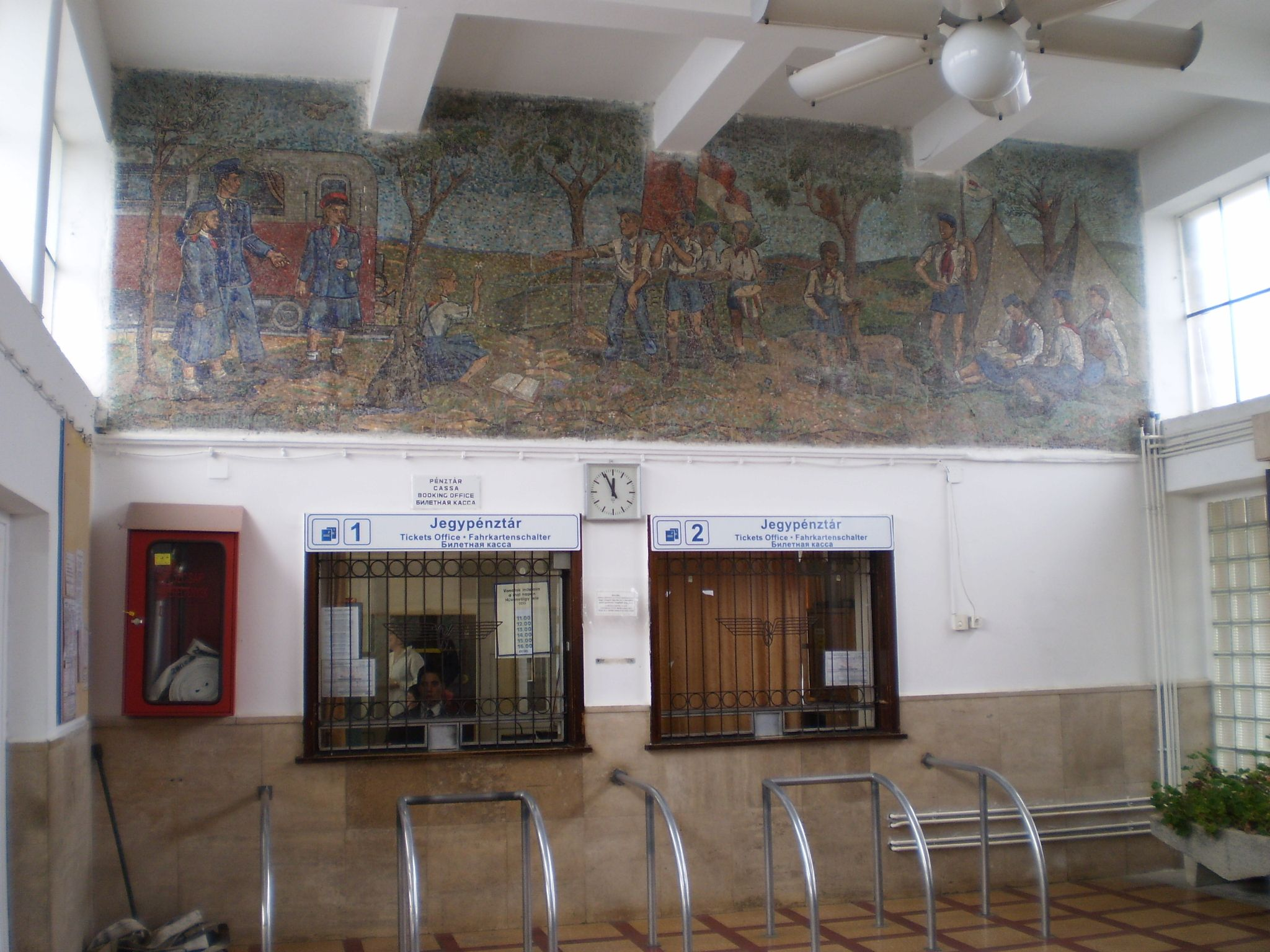
A váróterem és a pénztárcsarnok
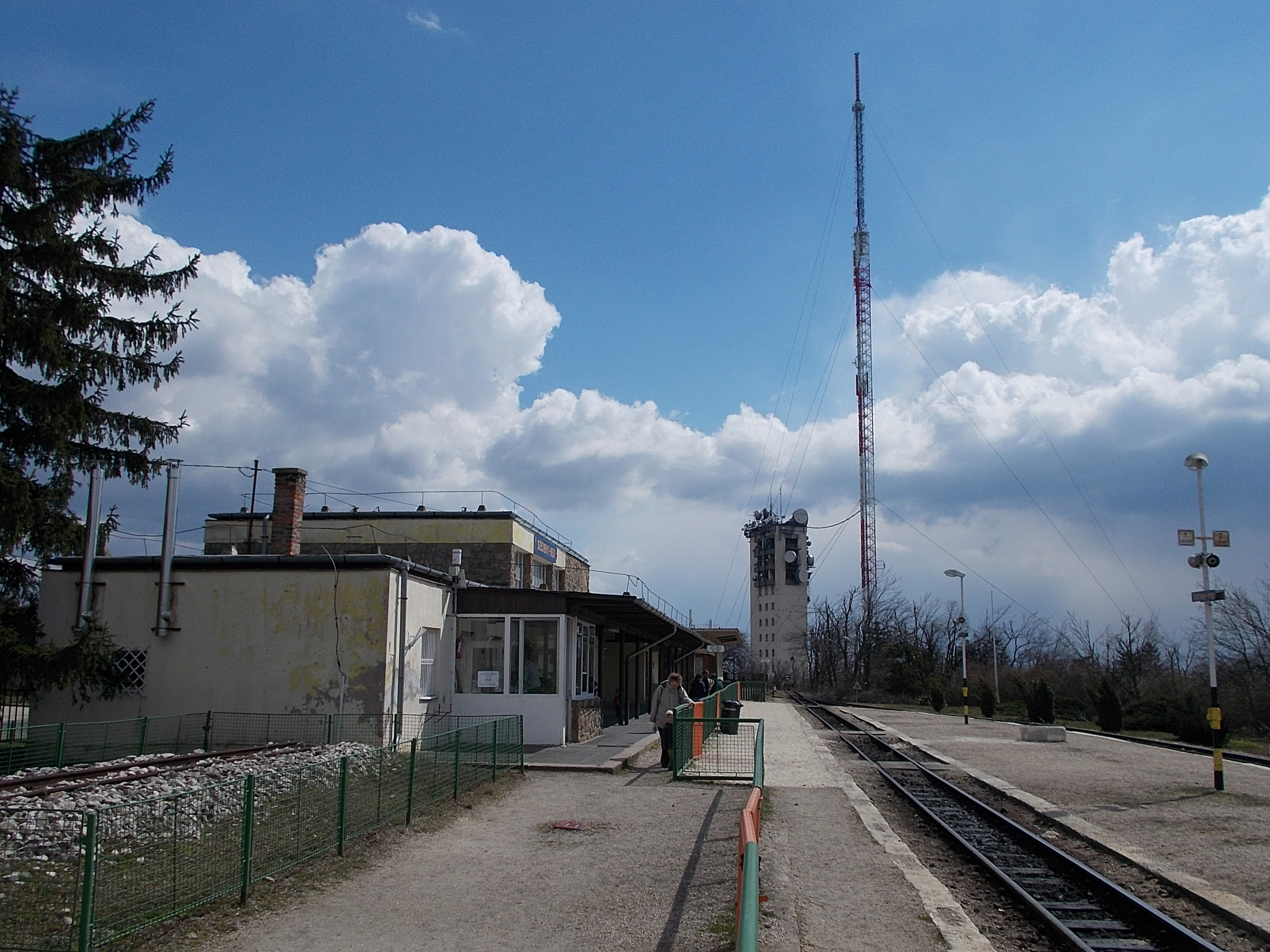
Délkeleti irányba tekintve az adótorony látszik
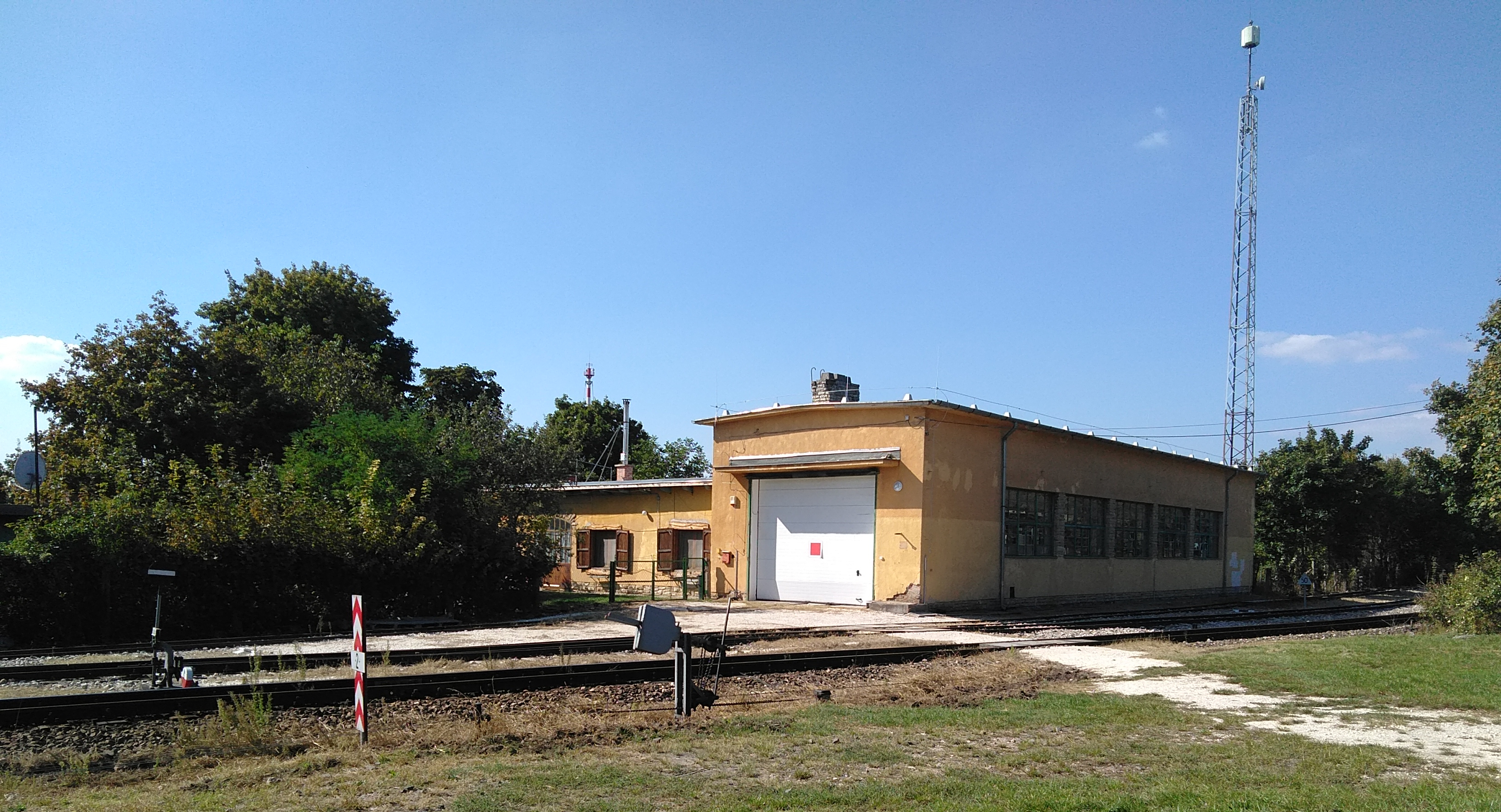
A kis mozdonyszín a kijárati váltókörzet mellett
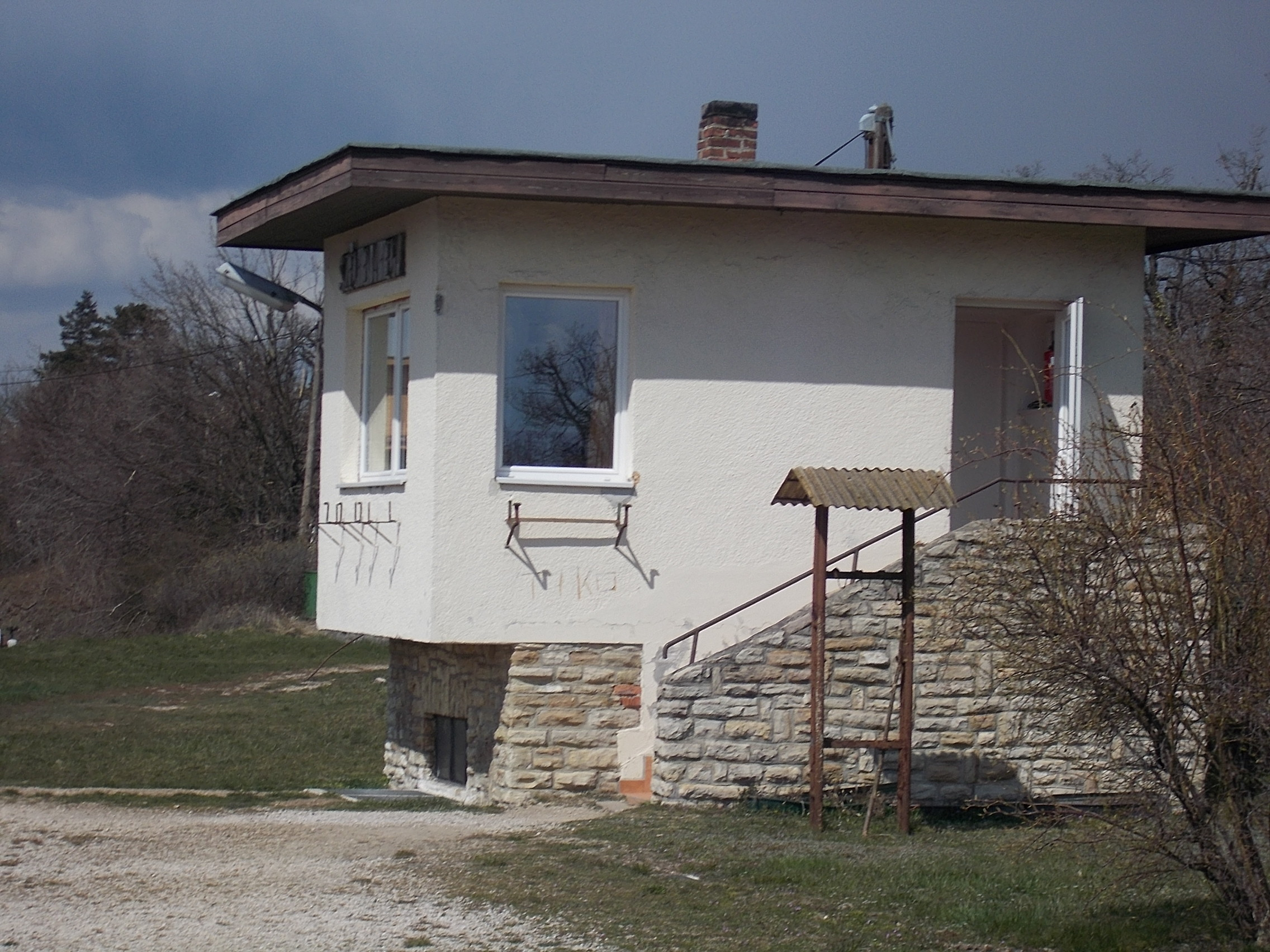
A váltóállító torony
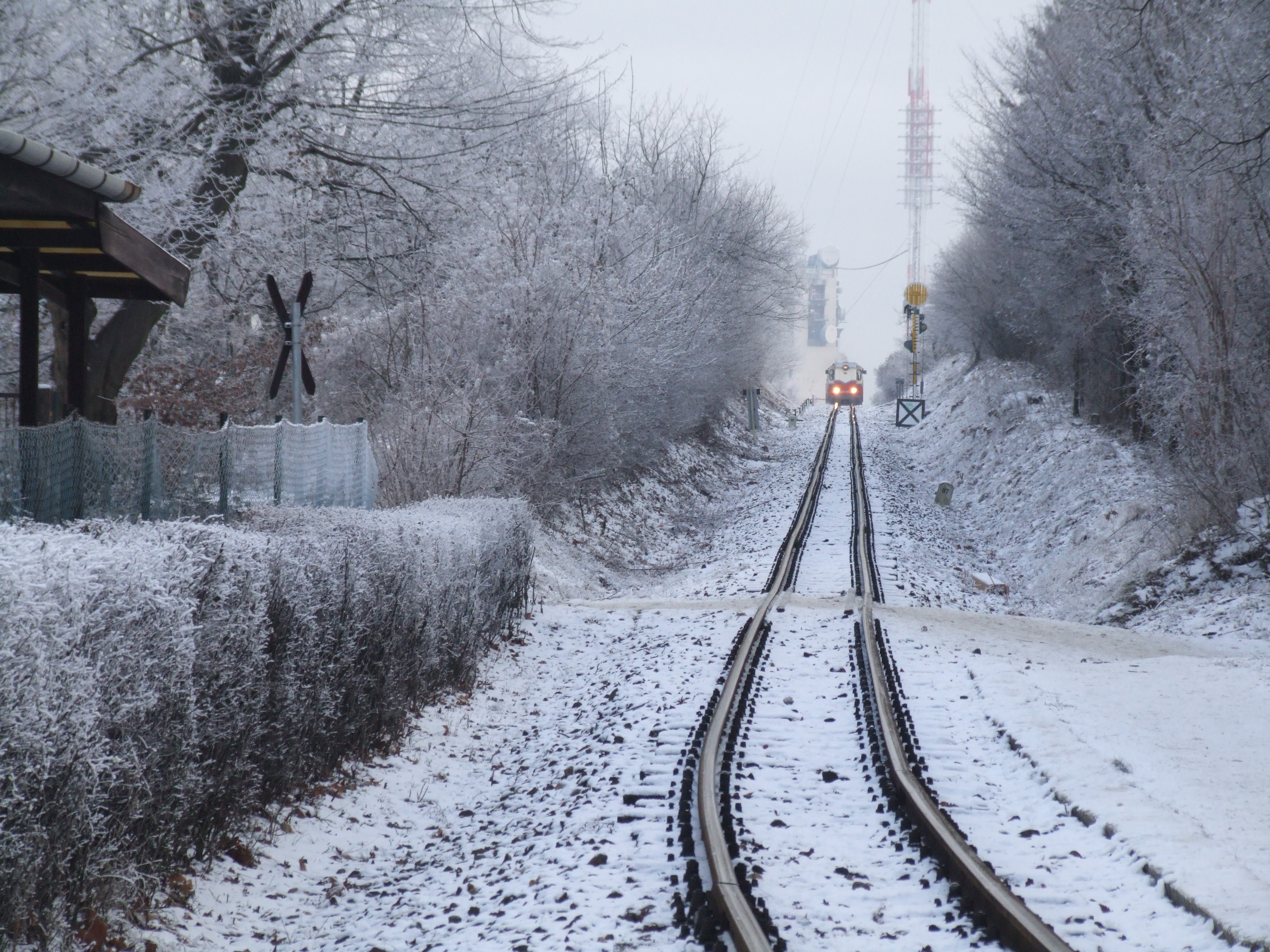
A vonal legmagasabb pontja a felső végállomás és a Normafa megállóhely között található